# Удостоверение личности (Северная Македония)

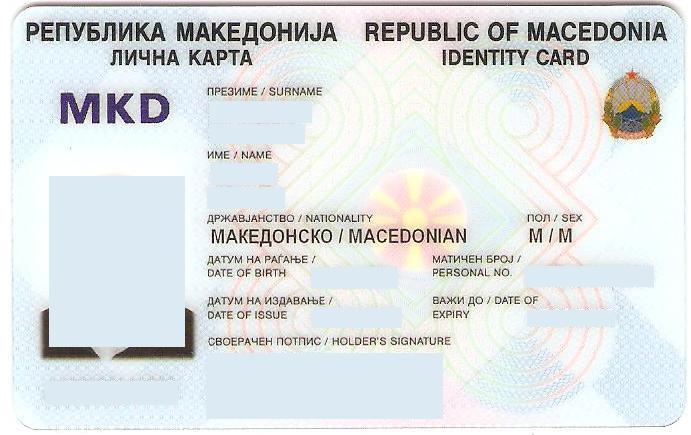
Передняя сторона удостоверения

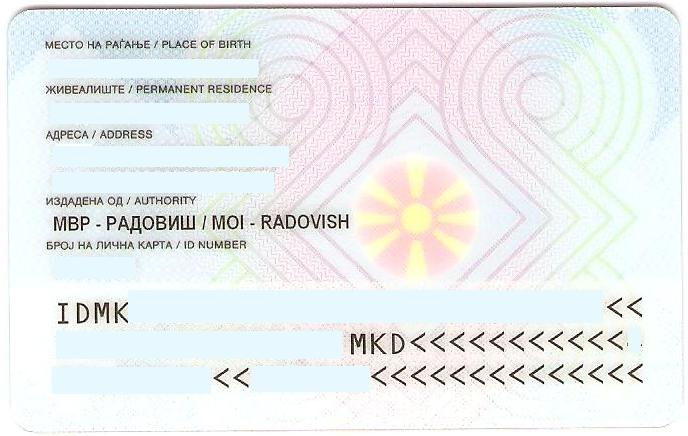
Задняя сторона удостоверения

Северомакедонское удостоверение личности (макед. Лична карта) — это обязательный документ, удостоверяющий личность, который выдается в Северной Македонии. Документ выдается полицией от имени Министерства внутренних дел.

## Внешний вид
Удостоверение личности Северной Македонии представляет собой пластиковую карточку ID-1 — (банковская карта). Слева находится фотография лица обладателя карточки. В верхнем левом углу лицевой стороны заглавными буквами написано имя Република Северна Македонија (Македонский) / Республика Северная Македония (Английский), а под ним слово «Личната карта / Удостоверение личности». Флаг и герб также отображаются на удостоверении личности. Каждый человек старше 18 лет должен получить удостоверение личности.

#### Печатные данные

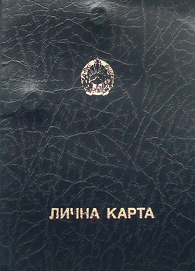
Такой вид паспорта выпускался до 2007 года

Описание полей напечатано на македонском и английском языках.
Лицевая сторона:
- Фамилия
- Имя
- Гражданство
- Пол
- Дата рождения
- Персональный номер
- Дата выпуска
- Дата истечения срока
- Подпись владельца

Оборотная сторона:
- Место рождения
- Постоянное место жительства
- Адрес
- Административный орган
- Идентификационный номер
- Машиночитаемая зона, начинающаяся с IDMKD

## Международные путешествия
Северомакедонское удостоверение личности может использоваться для поездок и пребывания в некоторых странах без необходимости паспорта на основании двусторонних соглашений:
- Албания[2]
- Босния и Герцеговина
- Республика Косово[3]
- Черногория[4]
- Сербия[5]

## История
В конце 19 — начале 20 века, когда территория современной Северной Македонии ещё была частью Османской империи, жители региона, как и другие османские жители, должны были иметь османские удостоверения личности. Карточки были созданы на османском турецком языке как «nüfus tezkeresi», или на болгарском языке как nofuz (болгарский: нофуз). Современный местный этнограф Криште Мисирков потребовал, чтобы этническая принадлежность македонских славян была указана на этих картах как «македонская».